# Девон (графство)
Де́вон, исторически также известное как Де́воншир (англ. Devon [ˈdɛvən], Devonshire) — графство в Юго-Западной Англии.

## Описание
На севере омывается Бристольским заливом, на юге — Ла-Маншем. Граничит с графством Корнуолл на западе, Сомерсетом на северо-востоке и Дорсетом на востоке. Площадь церемониального графства Девон — 6 707 км². Население — 1,136 млн чел. Главный город графства — Эксетер, крупнейший город — Плимут. Графство состоит из 8 административных районов, находящихся под юрисдикцией Совета графства Девон:
1. Эксетер,
2. Ист Девон,
3. Мид Девон,
4. Норт-Девон,
5. Торридж,
6. Уэст Девон,
7. Саут-Хэмс,
8. Тинбридж.

Также в район входят две унитарные единицы — Плимут и Торбей.
Девон берёт своё название от государства Думнония, которое в течение британского железного века и римской Британии населял кельтский народ думнонов. В результате англосаксонского заселения Британии в течение VIII—IX веков Думнония была частично поглощена Королевством Уэссекс. Король Этельстан в 936 году провёл западную границу с Корнуоллом по реке Теймар. А впоследствии Девон стал широм Королевства Англии.
Девон — единственное английское графство, у которого северное и южное побережья не составляют одну линию. Утёсы и песок составляют обе береговые линии. В заливах Девона находятся морские курорты, рыбацкие города и порты. Внутренняя территория графства — сельская местность, холмистая и редконаселенная в сравнении с остальной Англией. Дартмур — крупнейший участок открытого пространства в южной части Англии площадью 954 км² покрыт широкими вересковыми пустошами и стоит на гранитной основе. На север от Дартмура: Кульм и Эксмур. Долины и низменности юга и востока, имеющие более плодородную почву, рассечены реками: Экс, Калм, Дарт и Оттер.
Экономика Девона тесно связана с туризмом. Относительно мягкий климат, береговая линия и ландшафт дают толчок развитию графства как популярного центра отдыха и досуга в Англии. Особенно посетителей привлекают национальные парки Дартмур и Эксмур; северное, южное и восточное побережья Девона, включая южнобережные курортные города, известны под общими названиями: Английская ривьера, Юрское побережье и Норт-Девонский биосферный заповедник ЮНЕСКО; сельская местность, включая горнопромышленный ландшафт Корнуолла и Западного Девона.
Девон производит картофель, злаки, овощи; богат оловом, медью (свыше 35 000 тонн ежегодно), марганцем, железом, серебром, каменным углем, мрамором, сланцами и разными сортами глины. Очень развито рыболовство и кораблестроение. Много хороших гаваней, особенно на южном берегу.

## История
Девон стал одной из первых областей Англии, заселенных в конце последнего ледникового периода. Около 6000 лет до н. э. первые охотники и собиратели поселились в районе Дартмура, они вырубили большую часть произраставших на территории нынешних болот дубовых лесов. От тех времён в Дартмуре осталось 500 неолитических стоянок.
В 43 году нашей эры римляне пришли на юго-западный полуостров Англии, а к 55 году они покорили весь регион, который населяли (согласно исследованиям историка Вильяма Кэмдена) думнонии − кельтское племя, от имени которого и произошло название «Девон». Римляне продержали будущее графство под своей властью около 350 лет. Однако оно не так сильно поддалось римскому влиянию, как соседние Дорсет и Сомерсет, главным образом римские следы обнаруживаются в нынешней столице Эксетере и городе Топшеме, основанном римлянами в качестве морского порта.
Примерно в 410 году н. э. римляне покинули Девон, а на основе римских поселений образовалось бриттское государство Думнония. В середине IX века его поглотил Уэссекс.
Со времён норманнского завоевания Англии Девон служил ареной многих гражданских конфликтов и военных действий — включая войну Алой и Белой розы, восстание самозванца Перкина Варбека в 1497 году, Западное восстание (произошедшее из-за реформации церкви) 1549 года, конечно же, не обошла графство и Английская революция. В 1688 году приезд Вильгельма Оранского начал Славную революцию в Бриксеме.

## Экономика
Будучи графством с изначально аграрной экономикой, Девон, как и лежащий западнее Корнуолл, развит слабее, чем остальные южные графства, из-за спада в традиционных отраслях производства — особенно в рыболовной, добывающей и сельскохозяйственной. Разразившаяся в 2001 году эпидемия ящура очень сильно повредила местному хозяйству.
После того как в XIX веке в Девон провели железную дорогу, в графстве процветали приморские курорты — чему способствовали как местный мягкий климат, так и историческое наследие вкупе с чудесной природой. В это время туризм стал опорой девонской экономики. Однако с середины XX века в стране наблюдался спад приморского туризма, и лишь в последние годы началось некоторое возрождение туристического интереса к графству — в основном из-за национальных парков. В 2004 году доход от этой индустрии составил 1,2 миллиарда фунтов.

## Культура
Девон породил множество обычаев и даже видов спорта, например, собственный вид борьбы. Ещё в XIX веке на схватку между чемпионами Девона и Корнуолла в Девонпорте собралась 17-тысячная толпа. Другим девонским спортом был «аутхерлинг» («outhurling»), в который играли вплоть до XX века. Дожил до наших дней дартмурский степ — особый танец, а в городе Оттери до сих пор сохранилась традиционная форма празднования Ночи Гая Фокса — достаточно долго проживших в городе людей приглашают побегать по улицам с бочками горящей смолы на спинах.
Также в графстве частично расположен единственный в Англии природный объект всемирного наследия ЮНЕСКО — Юрское побережье Дорсета и Восточного Девона.
Средние школы Девона в основном общеобразовательные, хотя в Колитоне, Чурстоне и Торквее есть грамматические школы (лицеи). В графстве 37 государственных и 23 частные школы. В большинстве школ можно учиться в подготовительном (перед университетом) классе. Среди множества девонских колледжей стоит отметить Дарлингтонский колледж искусств, имеющий международное признание. ВУЗов в графстве два — университет Плимута и университет Эксетера, хотя высшее образование можно получить и в плимутском колледже Святых Марка и Иоанна (The University College Plymouth St Mark & St John), и в так называемой «сети колледжей Плимутского университета».
В Девоне родились знаменитые моряки — сэр Фрэнсис Дрейк и Уолтер Рейли, а также писательница Агата Кристи, поэт Самюэль Тэйлор Кольридж и вокалист рок-группы Coldplay Крис Мартин. Город Тинмут — родина рокеров Muse, а также Серджио Пиццорно, гитариста группы Kasabian, из города Ньютон Эббот.
В честь Девона учёным Адамом Седжвиком назван геологический период. Девизом графства является фраза «с Божьей помощью», бывшая девизом сэра Фрэнсиса Дрейка.